# Wonoploso
Wonoploso is een bestuurslaag in het regentschap Mojokerto van de provincie Oost-Java, Indonesië. Wonoploso telt 2774 inwoners (volkstelling 2010).